# 權度銀
權度銀（韓語：권도은），韓國電視劇編劇。2010年起擔任金銀淑的助理編劇，多年來累積豐富的創作經驗，2019年以 《請輸入檢索詞WWW》正式出道。

## 作品列表

### 電視劇
| 年份 | 電視臺 | 劇名                | 備註  |
| ---- | ------ | ------------------- | ----- |
| 2019 | tvN    | 《請輸入檢索詞WWW》 | [ 3 ] |
| 2022 | tvN    | 《二十五，二十一》  | [ 4 ] |

## 外部連結
- 權度銀在NAVER上的资料
- 權度銀在互联网电影资料库（IMDb）上的資料（英文）
- 權度銀在HanCinema的頁面（英文）